# Panicum hirsutum
Panicum hirsutum är en gräsart som beskrevs av Olof Swartz. Panicum hirsutum ingår i släktet vipphirser, och familjen gräs. Inga underarter finns listade i Catalogue of Life.